# Hjalmar Andersen
Hjalmar Johan Hjallis Andersen, norveški hitrostni drsalec, * 12. marec 1923, Rødøy, † 27. marec 2013, Oslo.
Andersen je nastopil na Zimskih olimpijskih igrah leta 1948, leta 1952 in leta 1956.